# Municipio de San Vicente Pacaya
Municipio de San Vicente Pacaya är en kommun i Guatemala.   Den ligger i departementet Departamento de Escuintla, i den södra delen av landet, 28 km sydväst om huvudstaden Guatemala City.